# Interés compuesto
El interés compuesto en números  y finanzas, es el monto  de un capital al que se van acumulando sus créditos o intereses para que produzcan otros. El interés compuesto permite la capitalización de intereses periódicamente -día a día, mes a mes, etc.-
El interés compuesto de una suma de dinero podría considerarse el precio del dinero. Si alguien pide prestado dinero, además le pague al propietario una cantidad adicional para compensarle por no haber podido disponer de su dinero. Esa cantidad adicional es el interés: normalmente cada año se paga un porcentaje del dinero prestado (el capital). A la inversa, si alguien tiene dinero en una libreta de ahorros, eso significa que le está haciendo un préstamo al banco, y este lo recompensa pagándole un porcentaje de ese dinero cada año (o mes, o el plazo acordado).

## Conceptos y abreviaturas
No todos los autores utilizan los mismos nombres ni los mismos símbolos para cada concepto. A continuación aparecen los más comunes
| Capital inicial, Valor presente, Valor actual | C, C0 VP VA | C, C0 VP VA | C, C0 VP VA | C, C0 VP VA |
| --------------------------------------------- | ----------- | ----------- | ----------- | ----------- |
| Capital final, Valor final, Monto             | CF          | C1          | VF, F       | M           |
| Tasa de interés                               | r           | Ti          | I           | i           |
| Interés                                       | I           | R           |             |             |
| Tiempo                                        | t T         | t T         | t T         | t T         |

## Matemáticas de interés compuesto

### Derivación de la fórmula de interés compuesto (cómo calcular el capital)[3]
La fórmula del  interés compuesto puede resultar compleja, pero se deriva de la fórmula del interés simple en unos pocos pasos. Para un período de tiempo determinado, el capital final (CF1) se calcula mediante la siguiente fórmula: que es idéntica a la del interés simple, en su  versión factorizada

{\displaystyle \ C_{F1}=C_{I}(1+r)}

Ahora, en un segundo período, capitalizamos el valor obtenido, es decir, el nuevo capital CF2  se calcula, no con  CI   sino con  CF1 .  Eso es lo que representa la  primera ecuación de esta secuencia: 

{\displaystyle \ C_{F2}=C_{F1}(1+r)=C_{I}(1+r)(1+r)=C_{I}(1+r)^{2}}

Luego substituimos  CF1 de acuerdo con lo que aparece cuatro líneas más arriba obteniendo así la segunda ecuación. Finalmente, dejamos la fórmula más compacta con el exponente 2 (elevamos al cuadrado la expresión entre paréntesis, que es igual que multiplicarla por sí misma).  
Repitiendo esto para un tercer período 

{\displaystyle \ C_{F3}=C_{F2}(1+r)=C_{I}(1+r)^{2}\cdot (1+r)=C_{I}(1+r)^{3}}

nos damos cuenta de que en cada paso  el exponente aumenta en una unidad. Por tanto, se  puede expresar de manera más general la fórmula del capital al final del enésimo período:

{\displaystyle \ C_{F}=C_{I}(1+r)^{n}}

donde:
{\displaystyle \ C_{F}} es el capital al final del enésimo período
{\displaystyle \ C_{I}} es el capital inicial
{\displaystyle \ r} es la tasa de interés expresada en tanto por uno (v.g., 4 % = 0,04)
{\displaystyle \ n} es el número de períodos
Para calcular la tasa de interés compuesto total se usa la fórmula siguiente:

{\displaystyle \ r_{T}=(1+r)^{n}-1}

Donde:
{\displaystyle \ r_{T}} es la tasa de interés total expresada en tanto por uno (v.g., 1,85 = 185 %)
{\displaystyle \ r} es la tasa de interés expresada en tanto por uno (v.g., 4 % = 0,04)
{\displaystyle \ n} es el número de períodos
Para hacer cálculos continuos en el tiempo en lugar de calcular cantidades para finales de 
períodos puede usarse la tasa de interés instantánea {\displaystyle \rho }, así el capital final 
actualizado al tiempo t viene dado por:

{\displaystyle \ C_{F}(t)=C_{I}e^{\rho t}}

### Obtención de los elementos de la fórmula
De la ecuación del interés compuesto, para n períodos, se obtiene el capital inicial, conocidos el capital final, el interés y el número de períodos:
{\displaystyle \ C_{I}={\frac {C_{F}}{(1+r)^{n}}}}
El número de períodos puede calcularse, conocidos los capitales inicial y final y el interés, despejando n en la última fórmula, obteniéndose:
{\displaystyle \ n={\frac {\log(C_{F}/C_{I})}{\log(1+r)}}}
El interés puede calcularse, conocidos los capitales inicial y final y el número de períodos, despejándolo de esa misma fórmula: 
{\displaystyle r=\left({\frac {C_{F}}{C_{I}}}\right)^{\frac {1}{n}}-1={\sqrt[{n}]{\frac {C_{F}}{C_{I}}}}-1},

### Ejemplo
Supongamos que alguien se plantea invertir 10 000 € de forma inicial, y añadir 2500 € año tras año durante 25 años, obteniendo una rentabilidad media del 7 % anual. Durante esos 25 años, habrá invertido 72 500 € de su bolsillo.
Gracias al aprovechamiento del interés compuesto, tendrá mucho más que esos 72 500 €. En concreto, pasados los 25 años tendrá un total de 223 465 €.
El tiempo es uno de los factores más influyentes en el interés compuesto por supuesto, el capital inicial invertido, la aportación anual y el interés obtenido tendrán un gran efecto en el resultado final. Dicho esto, uno de los que más influye es el tiempo de la inversión.
El interés compuesto tiene mucha más importancia a medida que se aumenta el plazo de la inversión. Por ejemplo, en el caso anterior, si se invierte durante 30 años en lugar de hacerlo a 25 años, al final se tienen 328 805 €, más de 100 000 € extra.

## Factores clave del interés compuesto
El interés compuesto es un concepto fundamental en las finanzas que se refiere al cálculo de intereses sobre intereses, lo que permite que el capital inicial se incremente de forma exponencial a lo largo del tiempo. Los factores clave del interés compuesto incluyen la tasa de interés, el período de tiempo, la frecuencia de capitalización y el capital inicial. Factores que debemos encontrar en cualquier calculadora de interés compuesto: 
- La tasa de interés es el porcentaje que se aplica al capital inicial para calcular los intereses generados en cada período. A mayor tasa de interés, mayor será el crecimiento del capital.
- El período de tiempo se refiere a la duración durante la cual se mantiene la inversión o préstamo. Cuanto más largo sea este período, mayor será el impacto del interés compuesto, permitiendo un crecimiento exponencial del capital con el tiempo.
- La frecuencia de capitalización determina con qué periodicidad se calculan y añaden los intereses al capital. Cuanto mayor sea esta frecuencia, como mensual o diaria, mayor será el impacto del interés compuesto, acelerando el crecimiento del capital.
- El capital inicial es la cantidad de dinero con la que se inicia la inversión o préstamo. A mayor capital inicial, mayor será el monto final generado por el interés compuesto.

## Historia del interés compuesto
En el pasado, hubo con frecuencia normas religiosas o laicas relacionadas con la prohibición de los intereses, o de los intereses compuestos específicamente. Se prohibían para evitar que el deudor quedara aplastado por estos intereses. 
El interés compuesto es tan antiguo como el simple, del que se deriva. Se cree que fueron los sumerios, alrededor de 2400 a. C., los primeros en acuñar el concepto de interés (maš, en español ternero) y de interés compuesto (mašmaš). En el año 2402 a. C., bajo el reinado de Enmetena, se promulgó una condonación de deudas motivada por el crecimiento de estas debido al interés compuesto. En el código de Hammurabi (1755/1754 a. C.) (Babilonia) se permite el interés compuesto a condición de que los intereses pendientes  que no se hayan pagado se mantengan separados del capital y el acreedor los capitalice para el deudor. Con este procedimiento se pretendía proteger a la gente de deudores con poca ética.
En el Derecho Romano el capital compuesto se denomina usurae usurarum. Los romanos conocían un préstamo llamado mutuum, sin interés, que se concedía  como un favor a parientes o amigo. En el siglo VI, el emperador Justiniano prohibió los casos en que los intereses de retraso superaban el importe del capital, pues habían llegando  incluso a duplicarlo (ultra  alterum  tantum).
En el judaísmo no existía el interés compuesto, y el simple estaba sujeto a muchas limitaciones. Entre el año 1000 y 800 a.C. estuvo prohibido cobrar interés a los pobres. En el Deuteronomio se dice: «No cobrarás interés a tu hermano: interés sobre dinero, alimento, o cualquier cosa que pueda ser prestado a interés. Podrás cobrar interés a un extranjero, pero a tu hermano no le cobrarás interés a fin de que el SEÑOR tu Dios te bendiga en todo lo que emprendas en la tierra que vas a entrar para poseerla.…»
Con el cristianismo, vino una crítica severa del pago de intereses. A quienes estuvieran en una situación difícil no se les debía cobrar ningún interés. Leemos en Levítico 25:36:
«En caso de que un hermano tuyo empobrezca y sus medios para contigo decaigan, tú lo sustentarás como a un forastero o peregrino, para que viva contigo. No tomes interés y usura de él, mas teme a tu Dios, para que tu hermano viva contigo. No le darás tu dinero a interés, ni tus víveres a ganancia.»

Ya en el quinto libro de Moisés se prohíbe el cobro de intereses. (Deuteronomio 23: 20, 21)
Podrás cobrar interés a un extranjero, pero a tu hermano[a] no le cobrarás interés a fin de que el Señor tu Dios te bendiga en todo lo que emprendas  en la tierra que vas a entrar para poseerla. Cuando hagas un voto al Señor tu Dios, no tardarás en pagarlo, porque el Señor tu Dios ciertamente te lo reclamará, y sería pecado en ti.
En la Edad Media, el derecho canónico calificó de robo el cobro de intereses, simples o compuestos. El Islam hizo lo propio; hay varias suras que se ocupan de su prohibición. En la sura 2:275  Alá declara que  los contratos de compraventa están permitidos (son halal), pero el interés prohibido (haram). El matemático italiano Leonardo Fibonacci presentó, en 1228, nuevos cálculos del interés compuesto basados en el calendario juliano.